# ام‌وی نرماندی
ام‌وی نرماندی (به انگلیسی: MV Normandie) یک کشتی است که طول آن ۱۶۱ متر (۵۲۸ فوت) می‌باشد. این کشتی در سال ۱۹۹۲ ساخته شد.